# Velcí Řekové
Velcí Řekové, v originále Μεγάλοι Έλληνες (Megali Ellines), byla televizní soutěž řecké stanice Skai TV z roku 2009. Šlo o mutaci formátu BBC 100 největších Britů. Cílem ankety bylo vybrat největší osobnosti řecké historie, počítaje v to dějiny starověkého Řecka.

## Výsledky
1. Alexandr Veliký
2. Georgios Papanikolaou
3. Theodoros Kolokotronis
4. Konstantínos Karamanlís
5. Sókratés
6. Aristotelés
7. Eleftherios Venizelos
8. Joannis Kapodistrias
9. Platón
10. Periklés
11. Mikis Theodorakis
12. Constantin Carathéodory
13. Melina Mercouri
14. Timokreón
15. Nikos Kazantzakis
16. Odysseas Elytis
17. Homér
18. Manos Chatzidakis
19. Leónidás I.
20. Hippokratés
21. Pythagoras
22. Konstantinos Kavafis
23. Maria Callasová
24. Archimédés
25. Aristoteles Onassis
26. Charilaos Trikoupis

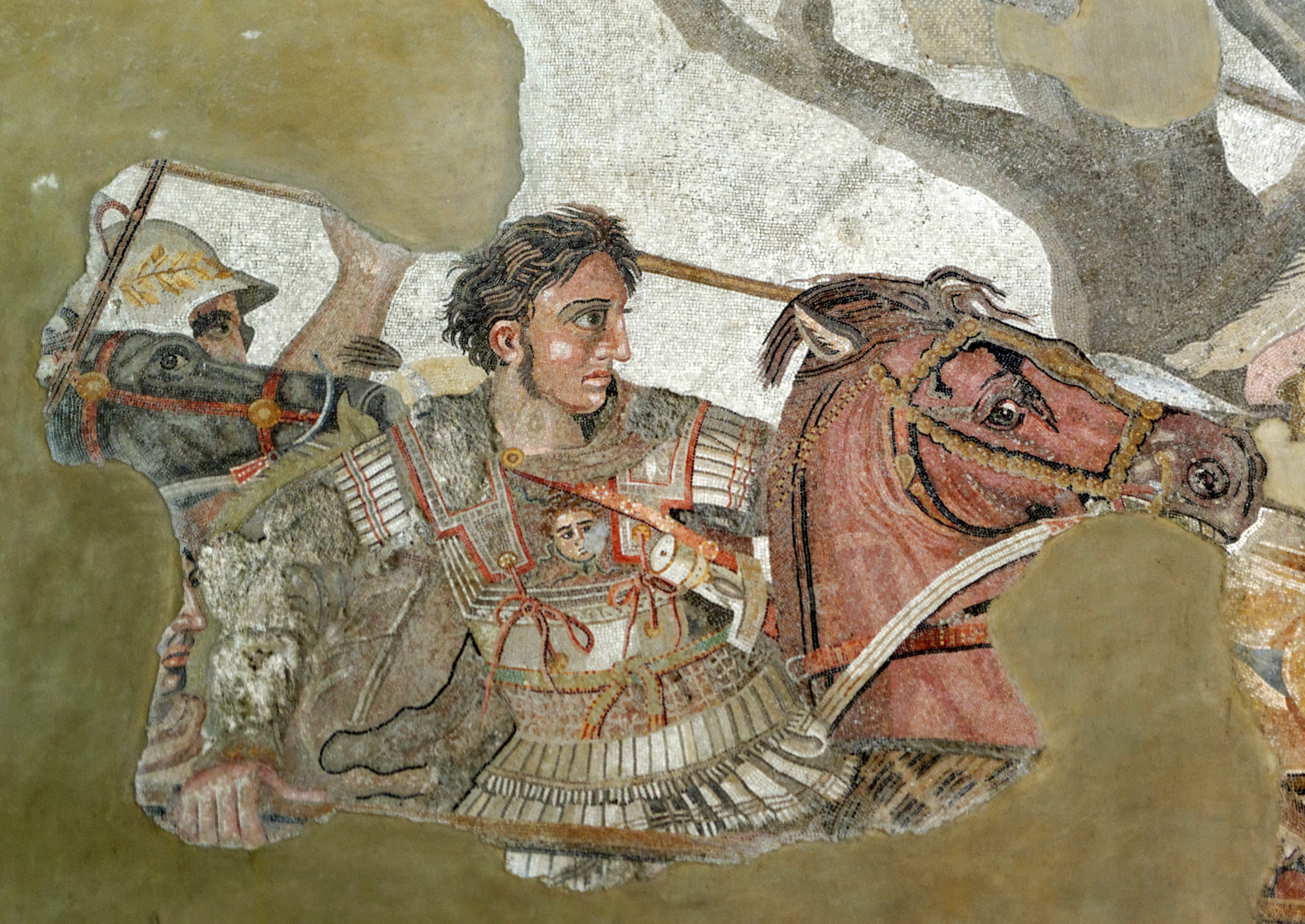
Alexandr Veliký

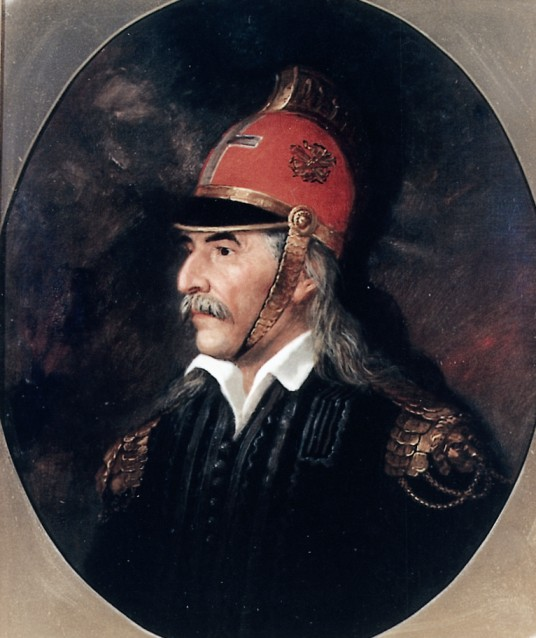
Theodoros Kolokotronis

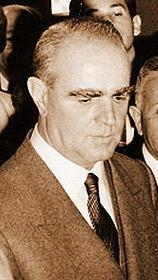
Constantine Karamanlis

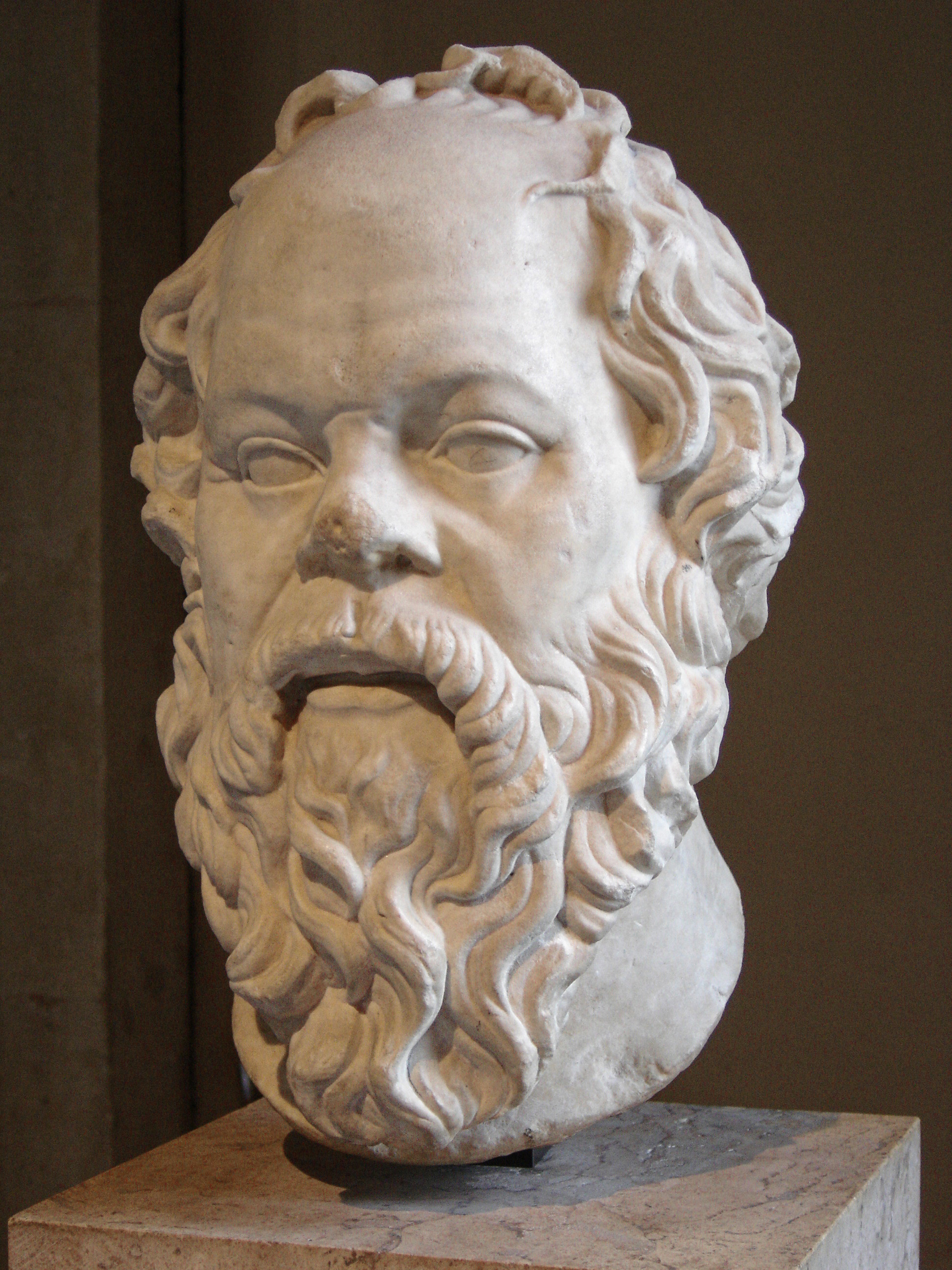
Sókratés

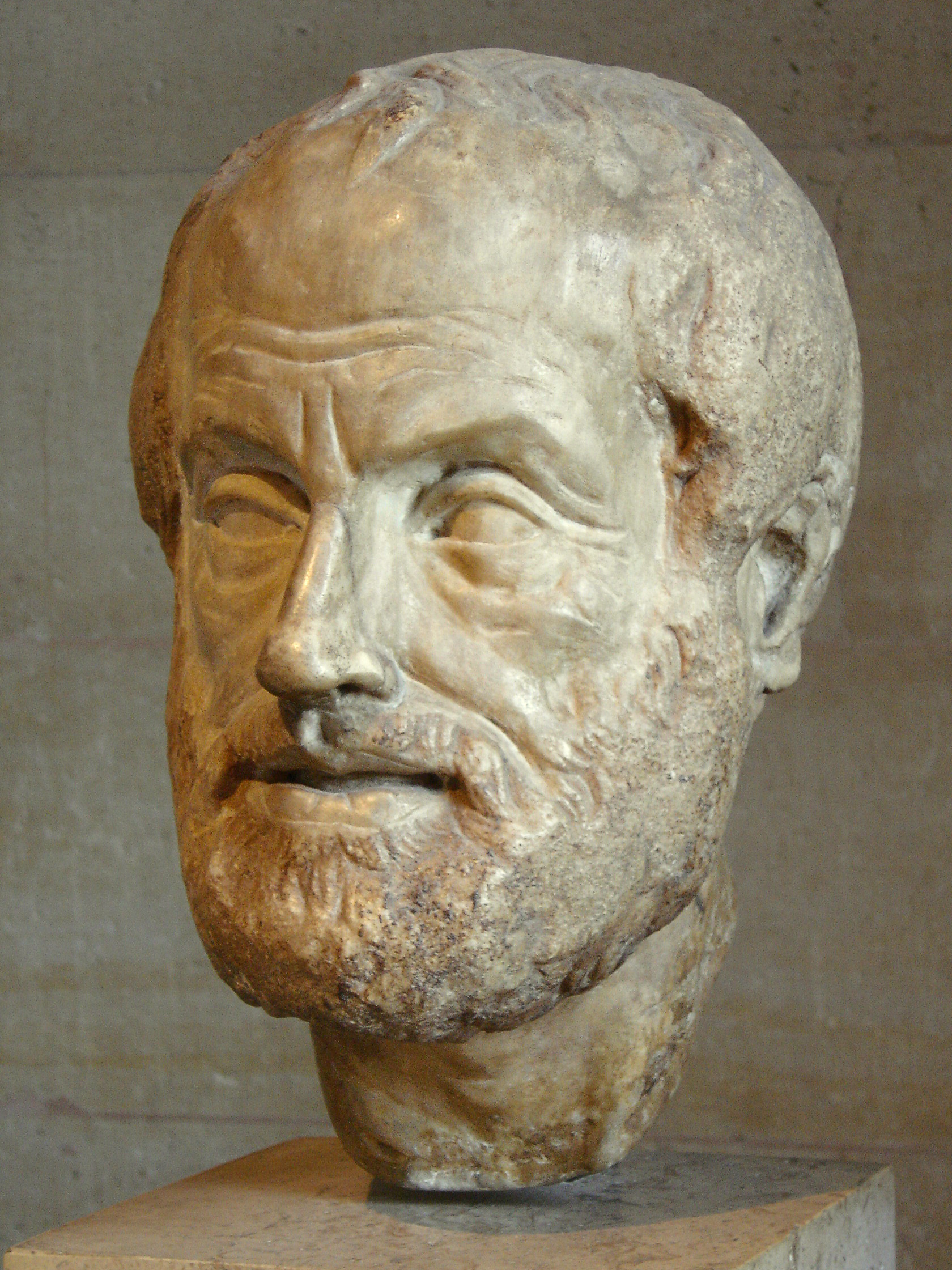
Aristotelés

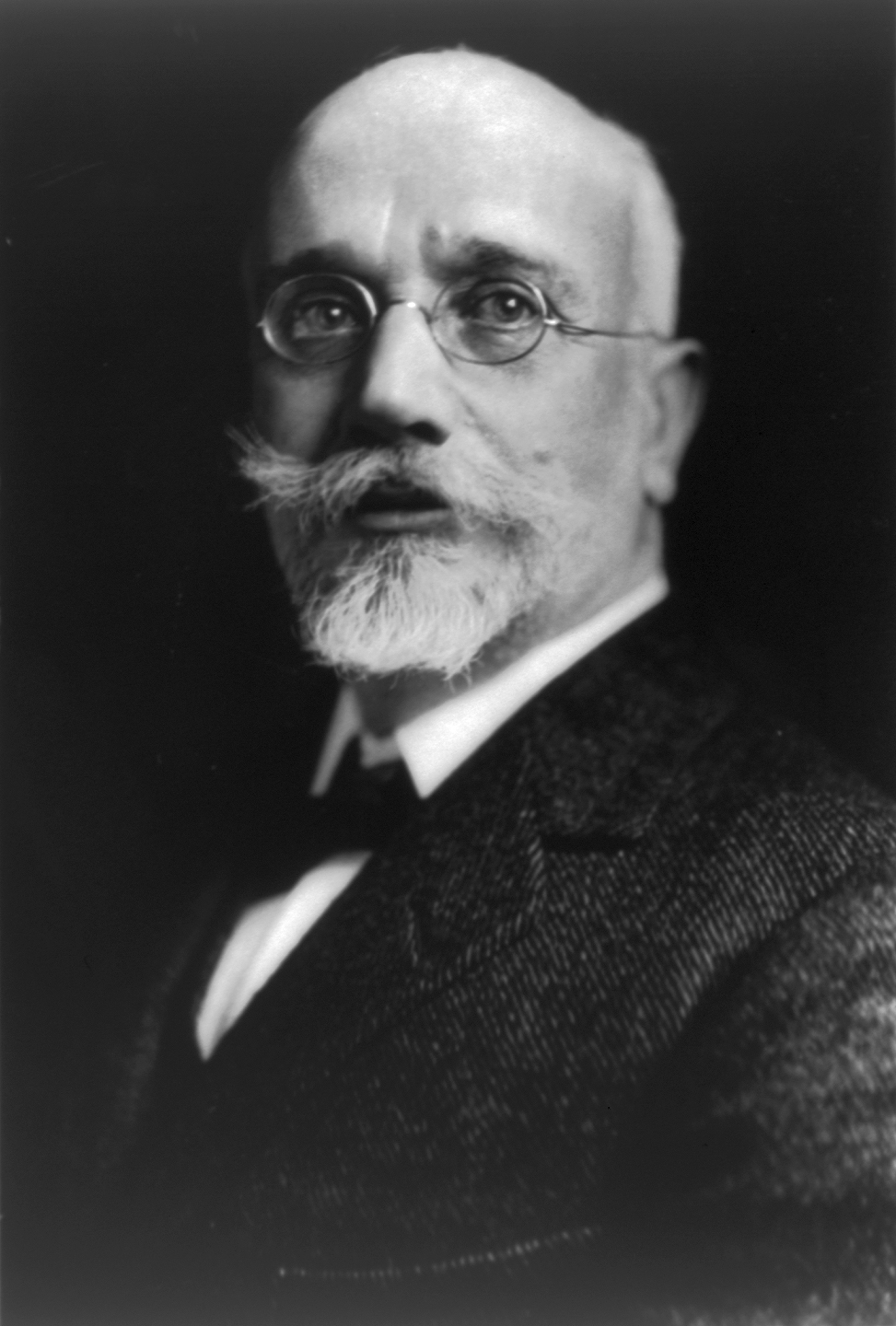
Eleftherios Venizelos

27. El Greco (Doménicos Theotokópoulos)
28. Konstantin XI. Dragases
29. Jorgos Seferis
30. Rigas Feraios
31. Andreas Papandreu
32. Ioannis Metaxas
33. Nikos Galis
34. Georgios Karaiskakis
35. Démokritos
36. Georgios Gemistos Pléthón
37. Dionysios Solomos
38. Yannis Makriyannis
39. Adamantios Korais
40. Janis Ritsos
41. Themistoklés
42. Hérakleitos
43. Thúkydidés
44. Eukleidés
45. Pavlos Melas
46. Christodoulos
47. Athanasios Diakos
48. Petros Mauromichalis
49. Dimitri Nanopoulos
50. Neznámý vojín
51. Feidiás
52. Aristofanés
53. Kostis Palamas
54. Kosmas Etolos
55. Manolis Andronikos
56. Sofoklés
57. Nikos Belojannis
58. Cornelius Castoriadis
59. Georgios Papandreou
60. Nikolaos Margioris
61. Alexandros Panagoulis
62. Georgios Papadopulos
63. Epikúros
64. Alexandros Papadiamantis
65. Ota I. Řecký
66. Vangelis (Evangelos Odysseas Papathanassiou)
67. Solón
68. Kleisthenés
69. Aischylos
70. Basileios II. Bulgaroktonos
71. Konstantin I. Veliký
72. Ion Dragoumis
73. Kostas Simitis
74. Nikolaos Plastiras
75. Dimitri Mitropoulos
76. Theo Angelopoulos
77. Nikos Xilouris
78. Stelios Kazantzidis
79. Charilaos Florakis
80. Eurípidés
81. Karolos Koun
82. Justinián I.
83. Ezop
84. Hérodotos
85. Thanasis Vengos
86. Helene Glykatzi-Ahrweiler
87. Katina Paxinou
88. Aliki Vougiouklaki
89. Markos Vamvakaris
90. Gregoris Lambrakis
91. Vassilis Tsitsanis
92. Pyrros Dimas
93. Manos Loïzos
94. Manolis Glezos
95. Lakis Lazopoulos
96. Filip II. Makedonský
97. Dimitris Horn
98. Laskarina Bubulina
99. Thalés z Milétu
100. Praxiteles